# Tomomi Seo
Tomomi Seo (jap. 瀬尾 智美, Seo Tomomi) ist eine ehemalige japanische Fußballspielerin.

## Karriere
Seo absolvierte ihr erstes Länderspiel für die japanischen Nationalmannschaft am 21. Januar 1986 gegen Indien.